# Dangling pointer
Dangling pointer (traduction littérale : « pointeur pendouillant » ou « pointeur sautillant ») est un terme anglais de programmation informatique désignant un pointeur qui ne pointe pas vers un type d'objet approprié.
Les Dangling pointers sont créés lors de la destruction de l'objet.